# Areski Belkacem
Areski Belkacem (Versailles, 1940. január 23. –), algériai (berber) származású francia zenész, zeneszerző, lemezproducer és színész. Zenei spektrumában arab és afrikai hatások, sanzon, dzsessz, rockzene és az avantgárd popzene is jelen van.

## Pályafutása
Areski Versaillesban született. Szülei kabil (berber) származásúak voltak.
Serdülőként az Olympia színpadán − próbákon – látta Édith Piaf, The Beatles és Jacques Brel szerepléseit. Táncklubokban, másodrangú éttermekben kezdte a pályát, majd esküvőkön szerepelt, népszerű slágereket játszott, majd – szponzori támogatásnak köszönhetően – színpadra tudott lépni. Katonai szolgálata alatt barátságot kötött Jacques Higelinnel, aki dobosként jam sessionokon játszott.
Katonai szolgálata után Franciaországban különböző rock- és dzsesszklubokban multiinstrumentalista zenész lett. 1969-ben albumot készített Jacques Higelinnel. A Remember című dal zenéjét ő szerezte és ő is énekel. Megismerkedett Brigitte Fontaine-nel, akivel 1969-ben elkészítették a Niok című, többnyire rögtönzött előadást, amit hónapokig játszott a párizsi Lucernaire színház. Ugyanebben az évben a Théâtre du Vieux-Colombierben Fontaine-nel és az Art Ensemble of Chicagoval játszott albumuk underground klasszikussá vált. Ezt követően 1970-ben felvette első szólóalbumát és a Saravah kiadó alapítója Ça va, ça vient című filmjének főszereplője volt. Ugyanakkor zenét komponált Peter Brooknak, és komédiásként közreműködött annak műsoraiban.
Brigitte Fontaine (1972) című album kiadása idején kezdődött kapcsolatuk. Az 1970-es években az Areski-Fontaine duó műsoraikban gyakran nehéz körülmények között játszottak, a színház és zene vegyítése sok improvizációt, valamennyi hangszert és kelléket tartalmazott, Areski zenéje – aki még némi szöveget is vegyített bele – egyedülálló keveréke volt afrikai és európai zenének.
Több albumukon közösen énekeltek. Előadásuk a reneszánsz zenétől a pszichedéliáig terjed legendákat feldolgozó dalszövegekkel, politikus kommentárral, még életrajzzal is.
Az 1980-as évek nehezebb időszakot jelentettek. 1992-ben a French corazon című album a Le Nougat című sláger hozta meg aztán nekik újra a sikert. Azóta Areski még mindig Brigitte Fontaine első számú zeneszerzője. Munkásságáguk a kortárs hangzások felé fejlődött, ugyanakkor mindig több klasszikus hatás is van bennük van.
Dolgoztak Jean-Claude Vannier-vel, Jean-Efflam Bavouzet-vel, Antoine Duhamellel, a Sonic Youth-al, Richard Gallianoval, Christophe-al, Grace Jonesszal is.

## Albumok
Album Jacques Higelinnel
- 1969: Higelin et Areski

Albumok Brigitte Fontaine-nel
- 1970: Comme à la radio (the Art Ensemble of Chicago)
- 1973: Je ne connais pas cet homme
- 1974: L'Incendie
- 1975: Le Bonheur
- 1977: Vous et Nous
- 1980: Les églantines sont peut-être formidables

Szóló albumok
- 1970: Un beau matin
- 2010: Le Triomphe de l'amour

Kislemez
- 1974: Quand tous les ghettos brûleront, ça va faire un hit & Brigitte Fontaine

## Filmek
Areski Belkacem az IMDb-n